# Château de Saint-Bonnet-les-Oules
 (septembre 2022).
Si vous disposez d'ouvrages ou d'articles de référence ou si vous connaissez des sites web de qualité traitant du thème abordé ici, merci de compléter l'article en donnant les références utiles à sa vérifiabilité et en les liant à la section « Notes et références ».
Le château de Saint-Bonnet-les-Oules est un château situé en France sur la commune de Saint-Bonnet-les-Oules, dans le département de la Loire, en région Auvergne-Rhône-Alpes.
Il fait l'objet d'une inscription au titre des  monuments historiques français depuis 1984.

## Histoire
À l’origine maison forte de la fin du XIIe siècle appartenant aux comtes de Forez, il passa ensuite aux comtes d’Auvergne, puis à la famille d’Angérieux (famille proche des comtes de Forez) qui le transforma en véritable château fort au XIIIe siècle. 
Au XVIe siècle, Hector d’Angérieux dit de Saint-Bonnet fut mêlé à la conspiration du Grand Connétable Charles III de Bourbon. Emprisonné pendant un an à la Conciergerie, il en sorti grâce au roi François Ier.
Le château fut ensuite vendu tout au début du XVIIe siècle à la famille Bartholy, famille italienne puissante, descendante des Médicis et donc famille cousine des rois de France. Elle s’enfuit en France à la suite d'un complot avec Philippe Strozzi contre Cosme Ier de Médicis  qui échoua, et également à la suite de l’assassinat de leur aïeul Julien de Médicis qui eut lieu quelques années plus tôt.
Héléne de Bartholy, seule héritière des Bartholy, épousa le 29 septembre 1661 Camille II Savary de Brèves, petit fils du célèbre ambassadeur de France de Henri IV : François de Savary de Brèves (ambassadeur à Constantinople (1591-1605) et à Rome (1607-1614), il a été l’un des plus célèbres orientalistes de son temps et fut également le précepteur de Gaston d’Orléans, frère de Louis XIII).
Les Bartholy revendirent le château le 17 mai 1719 à messire Gaspard de Corbeau de Montverdun, Major-Général des Dragons (il travailla directement avec le Grand Dauphin pour recréer cette armée des Dragons). Mort sans enfant, le château sera une nouvelle fois vendu à la famille de la Frasse de Senas en 1728, puis en 1736 à la famille Flachat, grande famille d’échevins de Lyon.
En 1782, le château fut vendu à la famille Vincent de Soleymieu, dite Vincent de Saint Bonnet, qui en est encore actuellement propriétaire.
Elle le restaura en 1876 dans le goût de Viollet-le-Duc, c’est-à-dire dans un style Renaissance.
En 1984, il est inscrit partiellement à l’ISMH pour sa façade et ses toitures, le grand escalier avec la rampe en fer forgé et la salle du donjon au rez-de-chaussée agrémentée de peintures murales ; en 2022,  la protection est étendu à la totalité du château, avec ses décors, sa cour, ses douves et son portail, à l'exclusion du jardin.